# Chéméré
Chéméré (bretonisch: Keverieg; Gallo: Cheméràè) ist eine Ortschaft und eine Commune déléguée in der französischen Gemeinde Chaumes-en-Retz mit 2.791 Einwohnern (Stand: 1. Januar 2022) im Département Loire-Atlantique in der Region Pays de la Loire. Die Einwohner werden Chéméréens genannt.
Seit dem 1. Januar 2016 ist sie mit der ehemaligen Gemeinde Arthon-en-Retz fusioniert und Teil der Commune nouvelle Chaumes-en-Retz. Sie gehörte zum Arrondissement Saint-Nazaire.

## Geografie
Chéméré liegt zwölf Kilometer östlich des Küstenortes Pornic und etwa 29 Kilometer westsüdwestlich von Nantes im Pays de Retz.

## Bevölkerungsentwicklung
| Jahr                       | 1962 | 1968 | 1975 | 1982 | 1990 | 1999 | 2006 | 2013 |
| Einwohner                  | 1250 | 1240 | 1238 | 1377 | 1447 | 1585 | 2021 | 2472 |
| Quellen: Cassini und INSEE |      |      |      |      |      |      |      |      |

## Sehenswürdigkeiten
- Kirche Saint-Jean-Baptiste, während der Französischen Revolution zerstört, 1875–1879 wieder errichtet
- Calvaires
- Herrenhaus Bâtiment
- Herrenhaus Noirbreuil
- Logis Pierre Levèe mit Menhir
- Schloss Bois-Rouaud
- Merowingernekropole
- Ruine des Château Princé

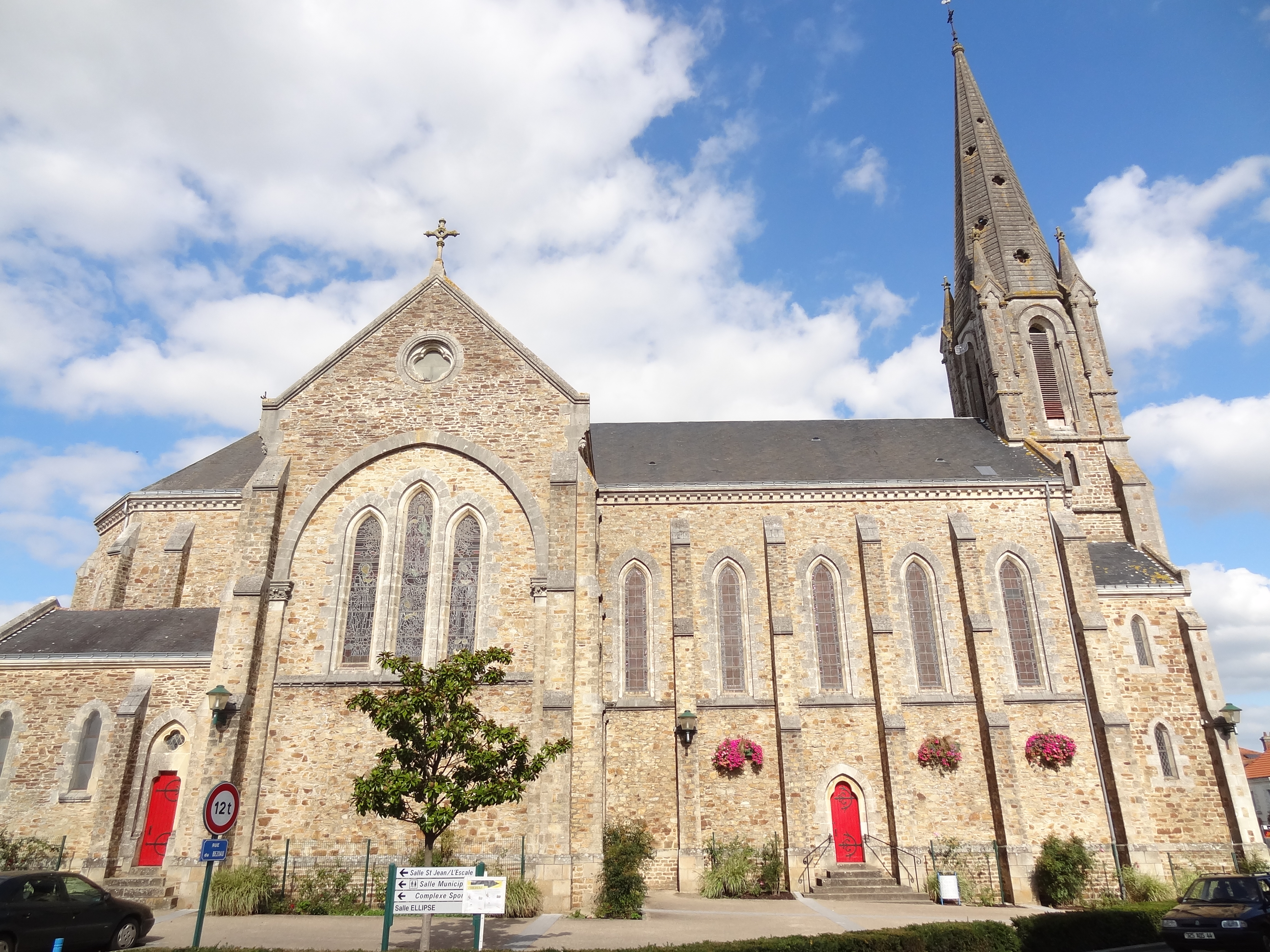
Kirche Saint-Jean-Baptiste
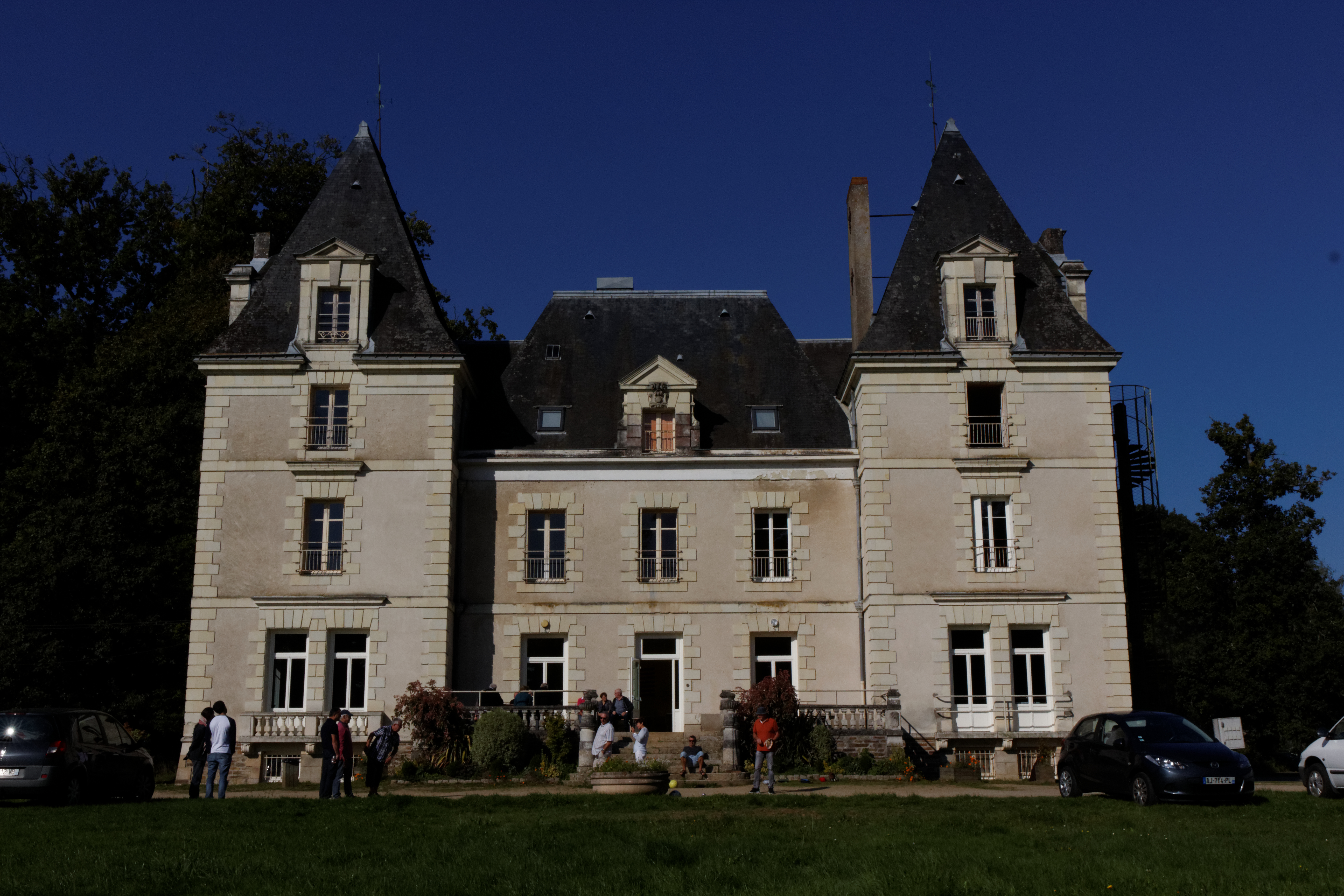
Herrenhaus Noirbreuil
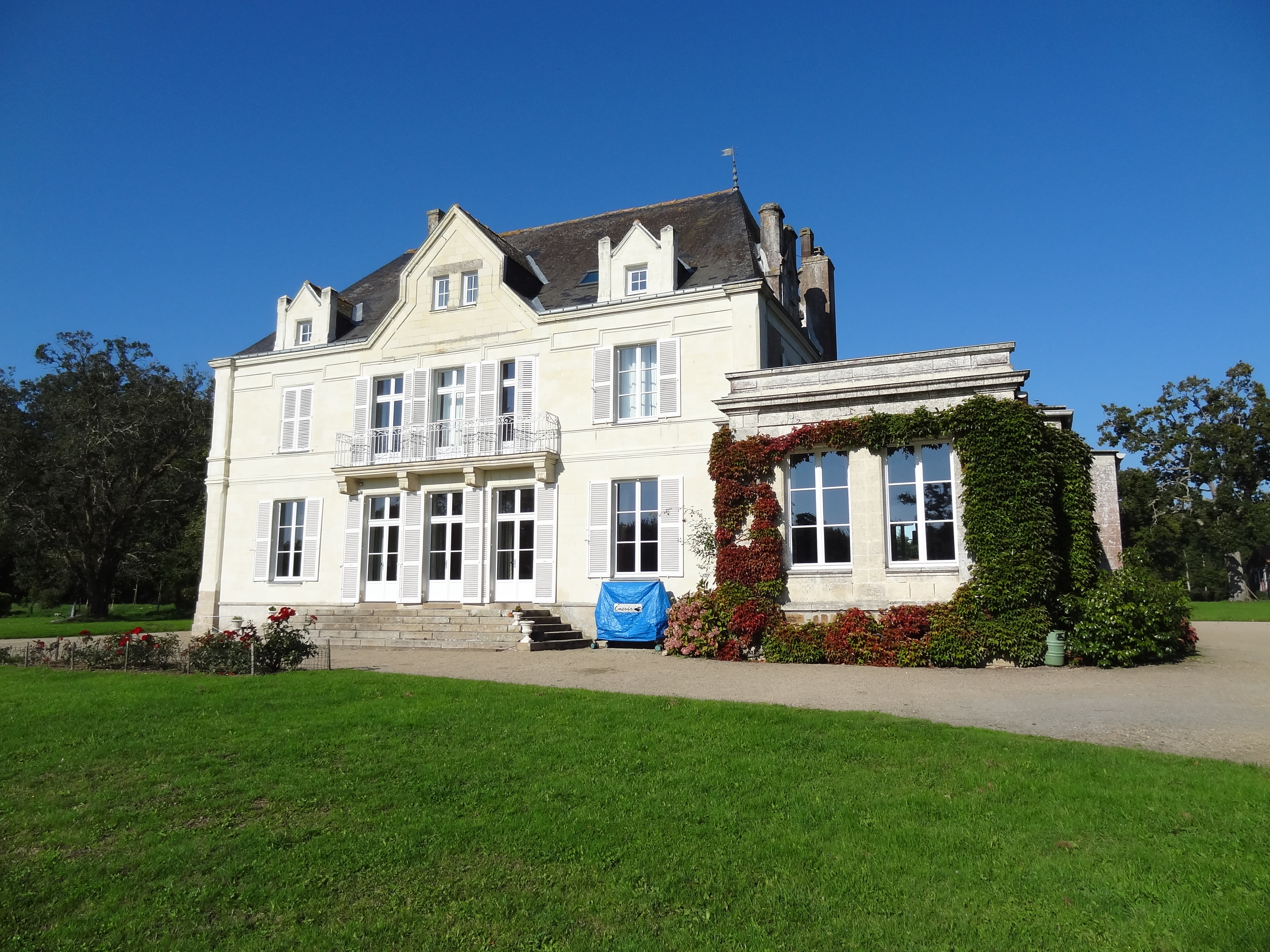
Logis Pierre Levée
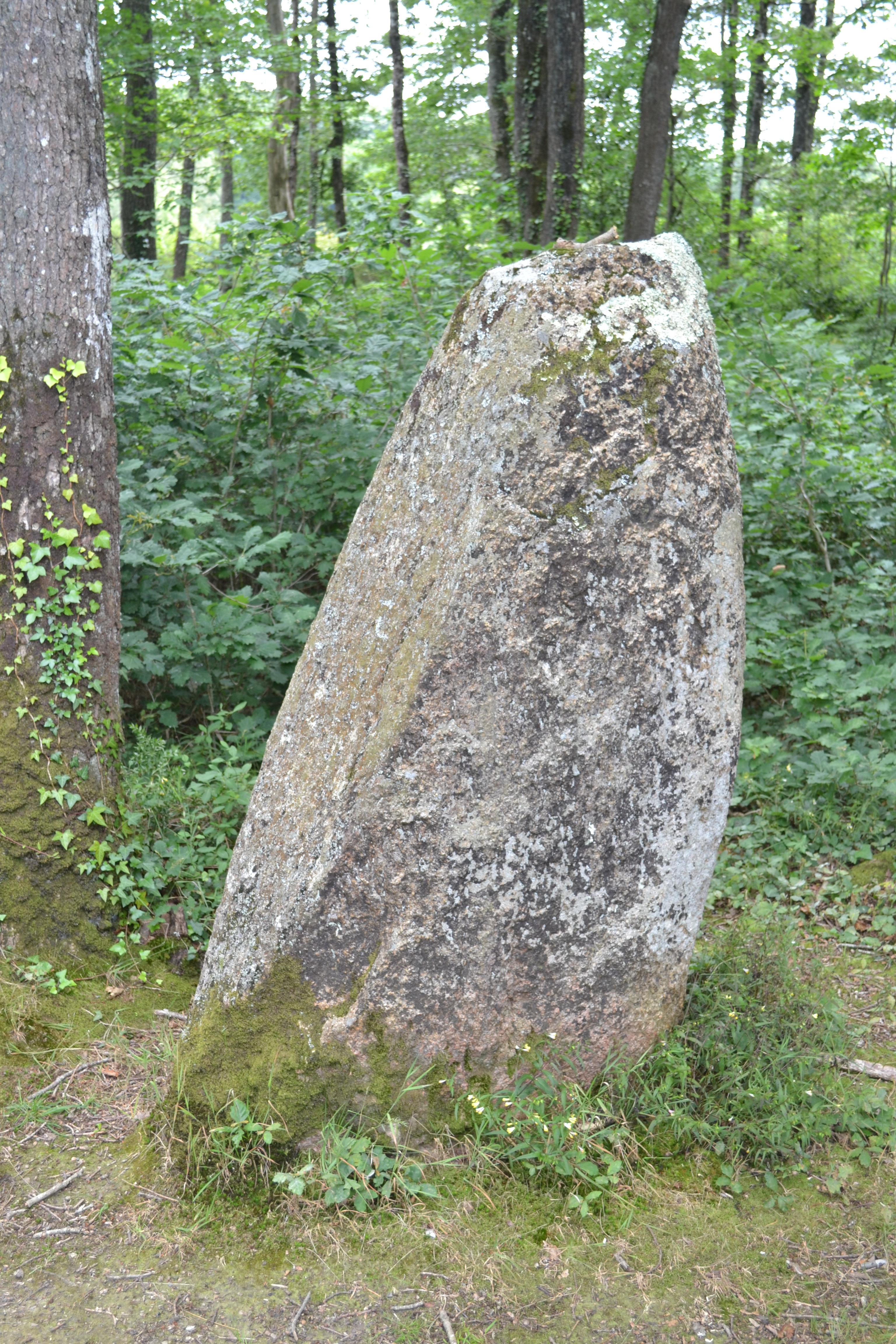
Menhir Pierre Levèe
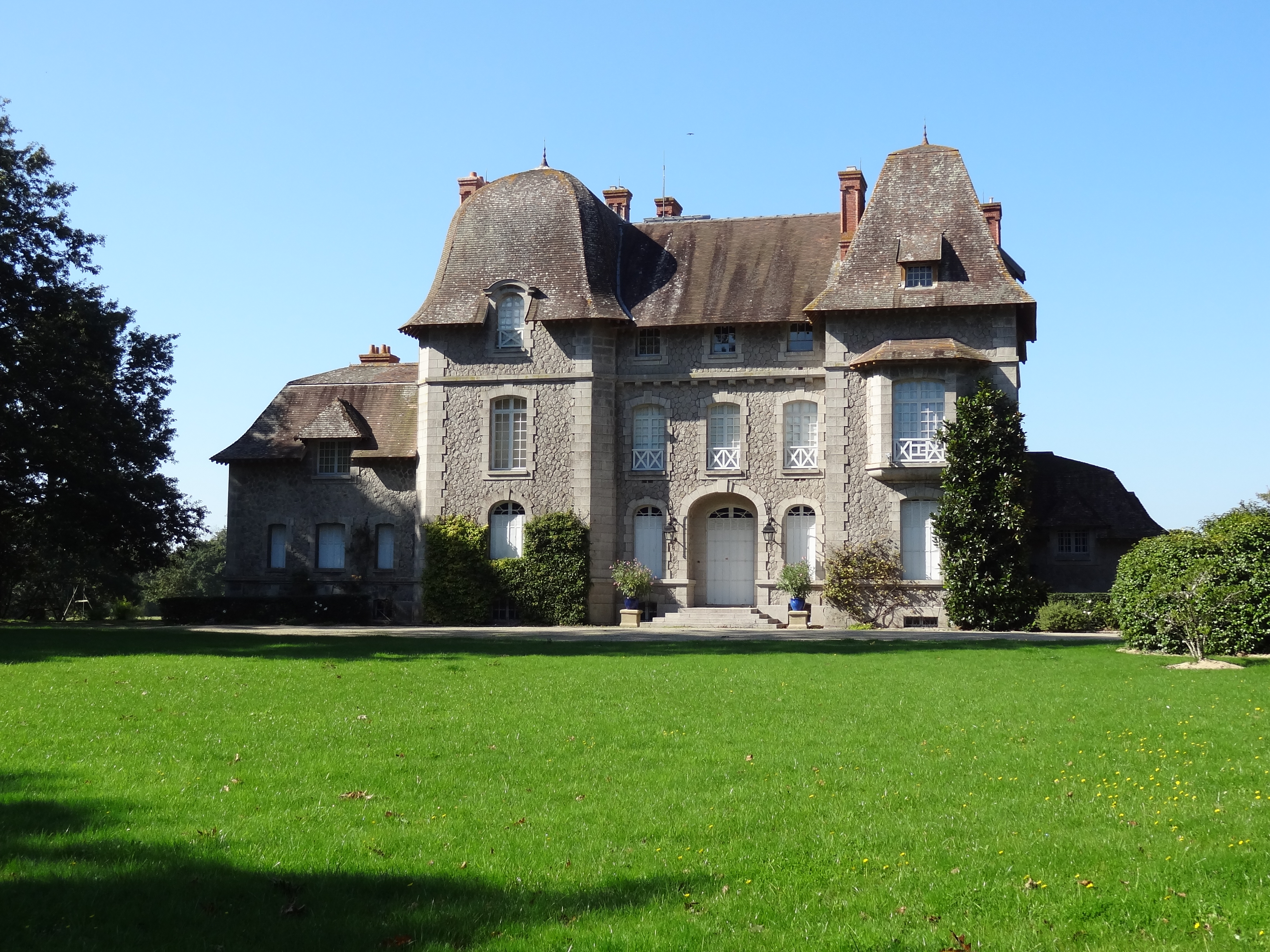
Schloss Bois-Rouaud
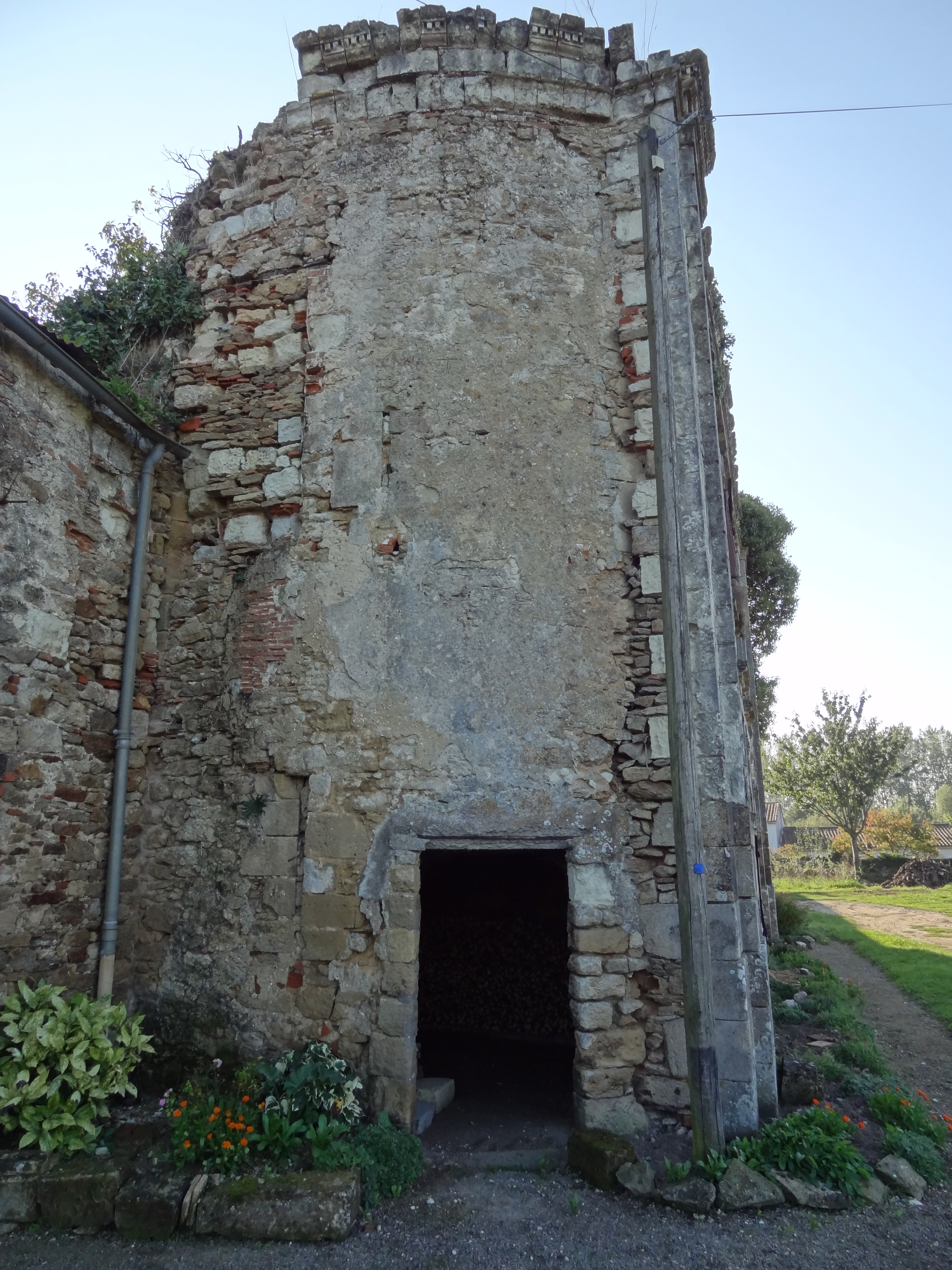
Ruine des Château Princé